# Ian Bell
Ian Bell, född 1962 i Hatfield, Hertfordshire, är en brittisk spelprogrammerare, speldesigner och spelproducent. Han är mest känd för att han var med och utvecklade datorspelet Elite (1984).
Han studerade på Jesus College på Universitetet i Cambridge, där han tog en examen i matematik 1985 och en examen i datorteknik 1986.
Bell utvecklade tillsammans med David Braben det kritikerrosade datorspelet Elite år 1984.
Han var talare på 2009 års GameCity-festival.